# Maurice Ostrer
Maurice Ostrer (* 9. Mai 1896 in London; † 3. Dezember 1975 in Cannes, Frankreich) war ein britischer Filmfirmenmanager, Produktionschef der Gainsborough Pictures, Filmproduzent und Herstellungsleiter, der sich in den 1940er Jahren einen Namen mit kommerziell hochprofitablen Kostümmelodramen machte.

## Leben und Wirken
Maurice Ostrer war einer von fünf Brüdern – auch Isidore, Mark, Harry und David wirkten im familieneigenen Filmgeschäft – deren Eltern einst als Familie Ostravitch aus Osteuropa (Ukraine) nach Großbritannien einwanderten. Ostrer begann seine Karriere in der familieneigenen Ostrer Brothers Merchant Bank, die er mit seinen beiden älteren Brüdern Isidore und Mark gründete. Die Bank war unter anderem Finanzgeber bzw. Firmenkontrolleur der Gaumont-British Picture Corporation, zu der auch rund 350 britische Kinosäle zählten. Die Familie Ostrer wechselte nunmehr in das Filmproduktionsgeschäft und stellte, mit Maurice Ostrer als Produktionschef („In Charge of Production“) an der Spitze, in den 1940er Jahren eine Reihe von Kassenschlagern her. In dieser Funktion überwachte er seit dem Vorabend des Zweiten Weltkriegs bis zum Jahresende 1944 die Herstellung von einer Fülle von zumeist im Studio hergestellten Unterhaltungsfilmen – Melodramen Kostümfilme, Romanzen –  die zwar überwiegend schlechte Kritiken erhielten, sich aber beim kriegsmüden Publikum großer Beliebtheit erfreuten. Zu seinen größten Erfolgen in seinen letzten drei Dienstjahren zählten Der Herr in Grau, Madonna der sieben Monde, Gaslicht und Schatten  und Cornwall Rhapsodie.
Das Firmenimperium J. Arthur Ranks, die den Verleih der Gainsborough-Filme besorgte, zeigte sich von dem eher schmalen Output Ostrers Produktionspalette unbeeindruckt und sorgte schließlich dafür, dass Maurice Ostrer seinen Platz räumen musste. Als sein Vertrag 1946 auslief, produzierte Maurice Ostrer nur noch als unabhängiger Produzent einige wenige Filme, bis er 1948 endgültig aus dem Filmgeschäft ausstieg und fortan ein Textilunternehmen führte.

## Familiäres
Maurice Ostrers Verwandte wirkten allesamt zeitweise im familieneigenen Unternehmen. Sein Bruder Isidore Ostrer war Präsident Gaumont-British Picture Corporation Limited, sein Bruder Mark (1892–1958) der Vorstandsvorsitzende dieser Familienfirma. Der einstige Lehrer Harry Ostrer (1890–1972) schrieb und überarbeitete für die Gaumont-British Drehbücher und David Ostrer (1886–1967) war im Verleih tätig. Isidore Ostrers Tochter Pamela Ostrer trat als Pamela Kellino (1916–1996)  vor die Kamera und war die Ehefrau von Gainsborough-Star James Mason. David Ostrers Sohn Bertram (1913–1986) wirkte in den 1950er und 1960er Jahren als Filmproduzent.

## Filmografie
Bis 1944 als Produktionschef, danach als Produzent oder Herstellungsleiter:
- 1939: Ask a Policeman
- 1940: For Freedom
- 1940: Gasbags
- 1940: Night Train to Munich
- 1940: Band Waggon
- 1941: Kipps – Roman eines einfachen Menschen (Kipps)
- 1941: Cottage to Let
- 1941: Hi, Gang!
- 1941: The Ghost Train
- 1942: The Young Mr. Pitt
- 1942: Uncensored
- 1942: We Dive at Dawn
- 1943: Miss London Ltd.
- 1943: Millions Like Us
- 1943: Der Herr in Grau (The Man in Grey)
- 1944: Madonna der sieben Monde (Madonna of the Seven Moons)
- 1944: Gaslicht und Schatten (Fanny by Gaslight)
- 1944: 2000 Women
- 1944: Cornwall Rhapsodie (Love Story)
- 1945: Waterloo Road
- 1945: Drei Ehen (They Were Sisters)
- 1945: Die Frau ohne Herz (The Wicked Lady)
- 1945: Musikparade (I'll Be Your Sweetheart)
- 1946: Caravan (The Magic Bow)
- 1946: Gefährliche Reise (Caravan)
- 1947: Die Wurzeln allen Übels (The Roots of All Evil)
- 1948: Idol of Paris